# Nekrolog 1. Quartal 1962
Nekrolog
◄◄
| ◄
| 1958
| 1959
| 1960
| 1961
| 1962 | 1963 | 1964 | 1965 | 1966 | ► | ►►
1. Quartal |
2. Quartal |
3. Quartal |
4. Quartal 1962
Weitere Ereignisse | Allgemeiner Nekrolog 1962
Die Beschreibung der verstorbenen Person sollte so kurz wie möglich gehalten sein und nur deren signifikante Tätigkeit(en) enthalten.
Neue Namen ggf. auch unter dem Geburts- und Sterbedatum, also etwa unter 1. Januar und im Geburts- und Sterbejahr (2024) eintragen (nur bei entsprechender großer Wichtigkeit). Für Beispiele siehe die schon vorhandenen Artikel.
Außerdem über die fünf zuletzt Verstorbenen, zu denen es einen ausreichend guten Artikel für eine Präsentation auf der Hauptseite gibt, nach der todesbedingten Überarbeitung der Artikel ggf. auch unter Wikipedia Diskussion:Hauptseite informieren und sie am besten auch in den anderen Wikipedia-Sprachversionen eintragen. Tipp: Regelmäßig bei news.google.de nach „ist tot“, „gestorben“ oder „verstorben“ suchen.
Wenn eine Person gestorben ist, gibt es viele Seiten zu dieser Person in der Wikipedia, die davon auch betroffen sind und entsprechend aktualisiert werden müssen. Beispiele: Namenübersichtsseite, Geburtsjahr, Geburtsort-Seiten und viele mehr.
Wie finde ich die betroffenen Seiten?
Im Suchfeld auf der linken Seite gibt man den Suchbegriff so ein: „Vorname Nachname“. Dann klickt man auf Volltext und alle Seiten mit entsprechendem Suchtext werden aufgerufen. Hier sieht man dann schnell, wo auch das Todesjahr Sinn macht oder sogar ein Teil des Artikels angepasst werden muss. Auch hilft das „Werkzeug“ auf der linken Seite sehr gut, um solche Seiten aufzufinden: „Links auf diese Seite“. Somit ist die Wikipedia wieder aktuell in allen Bereichen! Hinweis: bei Eintragung der Kategorie „Gestorben JAHR“ wird der Missbrauchsfilter 49 ausgelöst, was jedoch nicht schlimm ist. Siehe: Spezial:Missbrauchsfilter/49
Dies ist eine Liste von im ersten Quartal 1962 verstorbenen bekannten Persönlichkeiten. Die Einträge erfolgen innerhalb der einzelnen Daten alphabetisch sortiert. Tiere sind im Nekrolog für Tiere zu finden.

## Januar
| Tag        | Name                                    | Beruf, bekannt als                                                                                      | Alter | Beleg |
| ---------- | --------------------------------------- | --- | ----- | ----- |
| 1. Januar  | Xhafer Belegu                           | albanischer Historiker und Diplomat                                                                     | 57    |       |
| 1. Januar  | Willem Briedé                           | niederländischer Kollaborateur                                                                          |       |       |
| 1. Januar  | Henry Bucknall                          | britischer Ruderer                                                                                      | 76    |       |
| 1. Januar  | Mario Cavalla                           | italienischer Skispringer                                                                               | 59    |       |
| 1. Januar  | Lothar Heffter                          | deutscher Mathematiker                                                                                  | 99    |       |
| 1. Januar  | Agostino Mancinelli                     | italienischer Geistlicher, Erzbischof von Benevent                                                      | 79    |       |
| 1. Januar  | Diego Martínez Barrio                   | Ministerpräsident von Spanien                                                                           | 78    |       |
| 1. Januar  | Orli Reichert-Wald                      | deutsche Widerstandskämpferin gegen den Nationalsozialismus                                             | 47    |       |
| 1. Januar  | John Jacob Riley                        | US-amerikanischer Politiker                                                                             | 66    |       |
| 01. Januar | Frances Rivett-Carnac                   | britische Seglerin                                                                                      | 87    |       |
| 1. Januar  | Fritz Rohde                             | deutscher Bibliothekar, Germanist und Theologe                                                          | 76    |       |
| 1. Januar  | Hans von Salmuth                        | deutscher Offizier, zuletzt Generaloberst im Zweiten Weltkrieg                                          | 73    |       |
| 1. Januar  | Fritz Wendhausen                        | deutscher Schauspieler, Filmregisseur und Drehbuchautor                                                 | 71    |       |
| 2. Januar  | Faris al-Churi                          | syrisch-christlicher Staatsmann und Ministerpräsident                                                   |       |       |
| 2. Januar  | Heinrich Bettenbühl                     | deutscher Bildhauer und Holzschnitzer                                                                   | 86    |       |
| 2. Januar  | Arthur Böhme                            | deutscher Mediziner                                                                                     | 83    |       |
| 2. Januar  | Babe Dye                                | kanadischer Eishockeyspieler                                                                            | 63    |       |
| 2. Januar  | Federico Emmanuel                       | Salesianer Don Boscos, italienischer römisch-katholischer Bischof                                       | 89    |       |
| 02. Januar | Gustave Klein                           | französischer Schwimmer                                                                                 | 60    |       |
| 2. Januar  | Kurt Seligmann                          | schweizerisch-US-amerikanischer Graphiker und Maler                                                     | 61    |       |
| 2. Januar  | William Lawrie Welsh                    | britischer Flugpionier im Ersten Weltkrieg und Luftwaffengeneral im Zweiten Weltkrieg                   | 70    |       |
| 3. Januar  | Eberhard Beckmann                       | deutscher Theaterkritiker und Schriftsteller                                                            | 56    |       |
| 3. Januar  | Karl Eppele                             | deutscher Politiker                                                                                     | 74    |       |
| 3. Januar  | Jean Frontard                           | französischer Bauingenieur                                                                              | 77    |       |
| 3. Januar  | Hermann Lux                             | deutscher Fußballspieler                                                                                | 68    |       |
| 3. Januar  | Robert David Sauerländer                | deutscher Verleger                                                                                      | 95    |       |
| 4. Januar  | Joop Campioni                           | niederländischer Fußballspieler                                                                         | 60    |       |
| 4. Januar  | Ernst Gruson                            | deutscher Generalmajor                                                                                  | 92    |       |
| 4. Januar  | Gustav Hackl                            | österreichischer Schriftsteller                                                                         | 69    |       |
| 4. Januar  | Hans Heinrich Lammers                   | deutscher Richter und SS-Obergruppenführer                                                              | 82    |       |
| 4. Januar  | Fritz Lindström                         | schwedischer Maler                                                                                      | 87    |       |
| 4. Januar  | Hermann Mootz                           | deutscher Admiral                                                                                       | 72    |       |
| 04. Januar | Amisoli Patasoni                        | US-amerikanischer Leichtathlet                                                                          | 60    |       |
| 4. Januar  | Asmus Petersen                          | deutscher Agrarwissenschaftler                                                                          | 61    |       |
| 4. Januar  | Werner Schmidt-Hammer                   | deutscher Generalleutnant im Zweiten Weltkrieg                                                          | 67    |       |
| 4. Januar  | Johanna Terwin                          | deutsche Schauspielerin                                                                                 | 77    |       |
| 5. Januar  | Ernst Arnold                            | österreichischer Komponist, Verfasser und Sänger von Wienerliedern                                      | 71    |       |
| 5. Januar  | Christopher Birdwood, 2. Baron Birdwood | britischer Peer, Autor und Offizier                                                                     | 62    |       |
| 5. Januar  | Helmer Mörner                           | schwedischer Vielseitigkeitsreiter                                                                      | 66    |       |
| 5. Januar  | Donald Grant Nutter                     | US-amerikanischer Politiker                                                                             | 46    |       |
| 5. Januar  | Max Pohlenz                             | deutscher klassischer Philologe                                                                         | 89    |       |
| 5. Januar  | Kurt Schröder                           | deutscher Dirigent und Filmkomponist                                                                    | 73    |       |
| 5. Januar  | Per Thorén                              | schwedischer Eiskunstläufer                                                                             | 76    |       |
| 6. Januar  | Karl Benyovszky                         | österreichischer Journalist und Historiker                                                              | 75    |       |
| 6. Januar  | Carl Domke                              | deutscher Widerstandskämpfer gegen den Nationalsozialismus                                              | 72    |       |
| 6. Januar  | Max Fritsch                             | deutscher Politiker (SED)                                                                               | 58    |       |
| 6. Januar  | Robert Herlth                           | deutscher Szenenbildner                                                                                 | 68    |       |
| 6. Januar  | John D. Hoblitzell                      | US-amerikanischer Politiker                                                                             | 49    |       |
| 6. Januar  | Otto Kämper                             | deutscher Bankmanager                                                                                   | 79    |       |
| 6. Januar  | Leonhard Moog                           | deutscher Politiker (LDP), MdV                                                                          | 79    |       |
| 6. Januar  | John Joseph Rafferty                    | irisch-australischer römisch-katholischer Geistlicher, Weihbischof in Perth                             | 49    |       |
| 7. Januar  | Walter Fechner                          | deutscher Kaufmann und Mitglied des Provinziallandtages der Provinz Hessen-Nassau                       | 83    |       |
| 7. Januar  | Anton Gostner                           | italienischer Südtirolaktivist, Mitglied des Befreiungsausschusses Südtirol                             | 38    |       |
| 7. Januar  | Robert Grandsaignes d’Hauterive         | französischer Romanist                                                                                  | 80    |       |
| 7. Januar  | Ishii Baku                              | japanischer Tänzer und Choreograph                                                                      | 75    |       |
| 7. Januar  | Hartmann Koechlin                       | Schweizer Chemiker und Manager                                                                          | 68    |       |
| 8. Januar  | Roger Ducret                            | französischer Fechter und dreifacher Olympiasieger                                                      | 73    |       |
| 8. Januar  | Cornelius Edzard                        | deutscher Flugpionier, Atlantikflieger, Fluglehrer und Flughafendirektor                                | 63    |       |
| 8. Januar  | Anton Emminger                          | österreichischer Politiker (ÖVP), Landtagsabgeordneter                                                  | 71    |       |
| 8. Januar  | Michael Erlenbach                       | deutscher Chemiker                                                                                      | 59    |       |
| 8. Januar  | Maximilian Hohenberg                    | österreichischer Adeliger, Sohn des österreichischen Thronfolgers Franz Ferdinand                       | 59    |       |
| 8. Januar  | Sergei Konstantinowitsch Minin          | sowjetischer Philosoph                                                                                  |       |       |
| 8. Januar  | Mario Lorca                             | chilenischer Fußballspieler                                                                             | 32    |       |
| 8. Januar  | Rudolf Müller-Gerhardt                  | deutscher Tier- und Landschaftsmaler                                                                    | 88    |       |
| 9. Januar  | Hans Heinrich Grotjahn                  | deutscher Architekt                                                                                     | 74    |       |
| 9. Januar  | Hermann Junker                          | deutscher Ägyptologe                                                                                    | 84    |       |
| 9. Januar  | Donald Lippincott                       | US-amerikanischer Leichtathlet                                                                          | 68    |       |
| 9. Januar  | Paul Léon Cornelius Montaigne           | katholischer Priester, Bischof und Missionar                                                            | 78    |       |
| 9. Januar  | Hans Nüchtern                           | österreichischer Schriftsteller, Regisseur und Rundfunkpionier                                          | 65    |       |
| 9. Januar  | Leroy Shield                            | US-amerikanischer Komponist                                                                             | 68    |       |
| 9. Januar  | Ernst Speiser                           | Schweizer Politiker                                                                                     | 72    |       |
| 9. Januar  | Joe Starnes                             | US-amerikanischer Offizier und Politiker                                                                | 66    |       |
| 10. Januar | Hermann Freytag                         | Bürgermeister von Duisburg, MdR, MdL                                                                    | 61    |       |
| 10. Januar | Clara Hohrath                           | deutsche Schriftstellerin                                                                               | 88    |       |
| 10. Januar | Iwan Iwanowitsch Kowal-Samborski        | russisch-ukrainischer Schauspieler beim sowjetischen und deutschen Film                                 | 68    |       |
| 10. Januar | Otto Rostoski                           | deutscher Internist                                                                                     | 89    |       |
| 10. Januar | Ivo Schricker                           | deutscher Fußballspieler und Fußballfunktionär                                                          | 84    |       |
| 11. Januar | Cyril Dunning                           | englischer Fußballspieler                                                                               | 72    |       |
| 11. Januar | Albert Johannsen                        | US-amerikanischer Geologe und Mineraloge                                                                | 90    |       |
| 11. Januar | Friedrich Erdmannsdorffer               | deutscher Dichter                                                                                       | 81    |       |
| 11. Januar | Gilbert MacKereth                       | britischer Botschafter                                                                                  | 69    |       |
| 11. Januar | Théo Moons                              | belgischer Karambolagespieler und mehrfacher Welt- und Europameister                                    | 71    |       |
| 11. Januar | György Orth                             | ungarischer Fußballspieler und -trainer                                                                 | 60    |       |
| 11. Januar | Friedrich Schneider                     | deutscher Historiker                                                                                    | 74    |       |
| 12. Januar | James Garfield Gardiner                 | kanadischer Politiker                                                                                   | 78    |       |
| 12. Januar | Willy Odenthal                          | deutscher Politiker (USPD, SPD), MdB, MdEP, MdL, rheinland-pfälzischer Landesminister                   | 65    |       |
| 12. Januar | Karl Friedrich Scheithauer              | deutscher Stenografieerfinder, Stenograf und Schriftsteller                                             | 88    |       |
| 12. Januar | Alfred Stöger                           | österreichischer Filmregisseur und Filmproduzent                                                        | 61    |       |
| 12. Januar | Miklós Szabados                         | ungarischer Tischtennisspieler                                                                          | 49    |       |
| 12. Januar | Eduards Veinbergs                       | lettischer Fußball-Bandyspieler und Leichtathlet                                                        | 62    |       |
| 13. Januar | Fritz Beckhardt                         | deutscher Jagdflieger jüdischer Herkunft im Ersten Weltkrieg                                            | 72    |       |
| 13. Januar | Rudolf Gall                             | deutscher Klarinettist                                                                                  | 54    |       |
| 13. Januar | Edgar Johnson Goodspeed                 | US-amerikanischer Theologe, Linguist                                                                    | 90    |       |
| 13. Januar | Leo Kestenberg                          | deutsch-israelischer Kulturpolitiker, Pianist und Musikpädagoge                                         | 79    |       |
| 13. Januar | Moritz Klönne                           | deutscher Ingenieur, Industrieller und Politiker (DVP, DNVP), MdR                                       | 83    |       |
| 13. Januar | Ernie Kovacs                            | US-amerikanischer Schauspieler, Komiker und Musiker                                                     | 42    |       |
| 14. Januar | Fritz Barthelmann                       | deutscher Sportfunktionär                                                                               | 69    |       |
| 14. Januar | Ernst Becker                            | deutscher Offizier, zuletzt Generalarzt des Heeres im Zweiten Weltkrieg                                 | 77    |       |
| 14. Januar | Rudolf von Bünau                        | deutscher Offizier, zuletzt General der Infanterie                                                      | 71    |       |
| 14. Januar | Clara Harnack                           | deutsche Malerin                                                                                        | 84    |       |
| 14. Januar | Berta Kröger                            | deutsche Politikerin, MdHB, Mitglied des preußischen Landtages                                          | 70    |       |
| 14. Januar | Johann Steinböck                        | österreichischer Politiker (ÖVP) und Landeshauptmann von Niederösterreich                               | 67    |       |
| 14. Januar | Martin Wackernagel                      | Schweizer Kunsthistoriker                                                                               | 81    |       |
| 15. Januar | Hanna Berger                            | deutsch-österreichische Tänzerin                                                                        | 51    |       |
| 15. Januar | Max Brunner                             | Schweizer Politiker                                                                                     | 68    |       |
| 15. Januar | Anton Calujek                           | deutscher Gewerkschafter und Politiker, MdL                                                             | 72    |       |
| 15. Januar | Kenneth MacKenna                        | US-amerikanischer Schauspieler und Regisseur                                                            | 62    |       |
| 15. Januar | Shenton Thomas                          | britischer Kolonialverwalter                                                                            | 82    |       |
| 16. Januar | Gustav Adolf Daumiller                  | deutscher Bildhauer und Medailleur                                                                      | 83    |       |
| 16. Januar | Albert William Herre                    | US-amerikanischer Ichthyologe                                                                           | 93    |       |
| 16. Januar | Frank Hurley                            | australischer Fotograf und Kameramann                                                                   | 76    |       |
| 16. Januar | Ivan Meštrović                          | US-amerikanischer Bildhauer und Professor der Bildhauerei                                               | 78    |       |
| 16. Januar | Emanuel Stickelberger                   | Schweizer Schriftsteller                                                                                | 77    |       |
| 16. Januar | Hannen Swaffer                          | britischer Journalist und Theaterkritiker                                                               | 82    |       |
| 16. Januar | Jeremiah Wood                           | US-amerikanischer Rechtsanwalt, Richter und Politiker                                                   | 85    |       |
| 16. Januar | James Wordie                            | britischer Geologe und Polarforscher                                                                    | 72    |       |
| 17. Januar | Gerrit Achterberg                       | niederländischer Dichter                                                                                | 56    |       |
| 17. Januar | Clemens Adams                           | deutscher Politiker, MdL                                                                                | 70    |       |
| 17. Januar | Muhlis Erdener                          | türkischer Politiker                                                                                    |       |       |
| 17. Januar | Hans-Joachim Geiger                     | deutscher SS-Hauptsturmführer und KZ-Arzt                                                               | 48    |       |
| 17. Januar | Claude Jones                            | US-amerikanischer Jazz-Posaunist                                                                        | 60    |       |
| 17. Januar | Wilhelm Köhler                          | deutscher Unternehmer und Verbandsfunktionär                                                            | 64    |       |
| 17. Januar | Helmut Seydelmann                       | deutscher Dirigent und Generalmusikdirektor                                                             | 60    |       |
| 18. Januar | Walter W. Bacon                         | US-amerikanischer Politiker                                                                             | 82    |       |
| 18. Januar | Christian Caminada                      | Bischof von Chur                                                                                        | 86    |       |
| 18. Januar | Hans Cauer                              | deutscher Chemiker                                                                                      | 62    |       |
| 18. Januar | Iwan Jischakewytsch                     | ukrainischer Maler und Grafiker                                                                         | 97    |       |
| 19. Januar | Martin Henry Fischer                    | deutsch-US-amerikanischer Physiologe                                                                    | 82    |       |
| 19. Januar | Snub Pollard                            | australischer Schauspieler                                                                              | 72    |       |
| 20. Januar | Hermann M. Flasdieck                    | deutscher Anglist und Hochschullehrer                                                                   | 61    |       |
| 20. Januar | Robinson Jeffers                        | US-amerikanischer Lyriker, Dramatiker und Naturphilosoph                                                | 75    |       |
| 20. Januar | Ekkehard Kyrath                         | deutscher Kameramann                                                                                    | 52    |       |
| 20. Januar | Henning Pleijel                         | schwedischer Physiker und Elektrotechniker                                                              | 88    |       |
| 20. Januar | Hanns Reinholz                          | deutscher Journalist, Nachrichtenmann und Schriftsteller                                                | 57    |       |
| 20. Januar | Margarethe von Reinken                  | deutsche Malerin                                                                                        | 84    |       |
| 20. Januar | Christian Ruck                          | Nürnberger Architekt                                                                                    | 80    |       |
| 20. Januar | Phyllis Satterthwaite                   | britische Tennisspielerin                                                                               | 72    |       |
| 21. Januar | Arturo Bragaglia                        | italienischer Fotograf und Schauspieler                                                                 | 69    |       |
| 21. Januar | Ernst Erich Buder                       | deutscher Film- und Schlagerkomponist                                                                   | 65    |       |
| 21. Januar | Harry Dickason                          | britischer Turner                                                                                       | 71    |       |
| 21. Januar | Georges Gimel                           | französischer Maler, Graphiker und Bildhauer                                                            | 63    |       |
| 21. Januar | Anton Idl                               | österreichischer Politiker (SdP), Abgeordneter zum Nationalrat                                          | 84    |       |
| 21. Januar | Martin Nischalke                        | deutscher Politiker, MdL                                                                                | 79    |       |
| 21. Januar | Andrew Schoeppel                        | US-amerikanischer Politiker                                                                             | 67    |       |
| 22. Januar | Carl-Ehrenfried Carlberg                | schwedischer Turner                                                                                     | 72    |       |
| 22. Januar | Erich Gleixner                          | deutscher Fußballspieler                                                                                | 41    |       |
| 22. Januar | Merrell Q. Sharpe                       | US-amerikanischer Politiker                                                                             | 74    |       |
| 23. Januar | Jacob Drucker                           | US-amerikanischer Verbrecher                                                                            |       |       |
| 23. Januar | Rolf Engert                             | deutscher Dramatiker, Schriftsteller und Verleger                                                       | 72    |       |
| 23. Januar | Margarethe Goeb                         | deutsche Mathematikerin und Pädagogin                                                                   | 69    |       |
| 23. Januar | Albert Kaifer                           | deutscher Politiker (CSU), MdL                                                                          | 68    |       |
| 23. Januar | Natalja Iwanowna Sedowa                 | russische Revolutionärin und Ehefrau von Leo Trotzki                                                    | 79    |       |
| 23. Januar | Hermann Steidle                         | deutscher Jurist                                                                                        | 83    |       |
| 24. Januar | Stanley Lord                            | britischer Kapitän des Handelsschiffs namens Californian, das in die Titanic-Katastrophe verwickelt war | 84    |       |
| 24. Januar | Charles Luther                          | schwedischer Sprinter                                                                                   | 76    |       |
| 24. Januar | Albert Maier                            | deutscher Politiker (CDU)                                                                               | 71    |       |
| 24. Januar | Avelino Muñoz                           | panamaischer Pianist, Organist, Dirigent, Arrangeur und Komponist                                       | 49    |       |
| 24. Januar | Albrecht Philipp                        | deutscher Politiker (DNVP), MdR, MdL (Königreich Sachsen)                                               | 78    |       |
| 24. Januar | Ahmet Hamdi Tanpınar                    | türkischer Schriftsteller und Hochschullehrer                                                           | 60    |       |
| 24. Januar | Walter Zechlin                          | deutscher Diplomat, Politiker und Staatsbeamter                                                         | 82    |       |
| 24. Januar | Franz Zimmermann                        | deutscher Klassischer Philologe                                                                         | 70    |       |
| 25. Januar | William H. Bradley                      | US-amerikanischer Künstler des Jugendstils                                                              | 93    |       |
| 25. Januar | André Lhote                             | französischer Maler, Bildhauer, Kunsttheoretiker und -lehrer                                            | 76    |       |
| 25. Januar | Jean Tschumi                            | Schweizer Architekt                                                                                     | 57    |       |
| 25. Januar | Hans Wunder                             | österreichischer Maler, Grafiker und Hauptschullehrer                                                   | 75    |       |
| 25. Januar | Billy Barnes                            | englischer Fußballspieler und -trainer                                                                  | 82    |       |
| 26. Januar | Josef Baumhoff                          | deutscher Beamter und Politiker (Zentrum), MdL                                                          | 74    |       |
| 26. Januar | Andreas Huke                            | deutscher Gewerkschafter und Politiker (Zentrum), MdR                                                   | 85    |       |
| 26. Januar | Fran Lhotka                             | jugoslawischer Komponist                                                                                | 78    |       |
| 26. Januar | Karl Linke                              | deutscher Pädagoge                                                                                      | 72    |       |
| 26. Januar | Lucky Luciano                           | US-amerikanischer Mobster                                                                               | 64    |       |
| 26. Januar | Erwin Stransky                          | österreichischer Psychiater                                                                             | 84    |       |
| 26. Januar | Thilo von Werthern-Michels              | Landrat des Kreises Soest (1919–1936)                                                                   | 84    |       |
| 27. Januar | Anton Joksch                            | deutscher Radrennfahrer                                                                                 | 61    |       |
| 27. Januar | Ulrich Kahrstedt                        | deutscher Althistoriker                                                                                 | 73    |       |
| 27. Januar | Isidor Kiefer                           | deutsch-US-amerikanischer Unternehmer, letzter Vorsitzende einer jüdischen Gemeinde in Worms            | 90    |       |
| 27. Januar | Theodor Kordt                           | deutscher Diplomat                                                                                      | 68    |       |
| 27. Januar | Alfred Bitini Xuma                      | südafrikanischer Politiker und Vorsitzender des ANC                                                     | 68    |       |
| 28. Januar | Paul Darius                             | deutscher Architekt und Hochschullehrer                                                                 | 69    |       |
| 28. Januar | Hugh Ferriss                            | US-amerikanischer Architekt und Architekturzeichner                                                     | 72    |       |
| 28. Januar | Jacques Groag                           | tschechischer Architekt                                                                                 | 69    |       |
| 28. Januar | Elliott P. Joslin                       | US-amerikanischer Diabetologe                                                                           | 92    |       |
| 28. Januar | Genoveva Schauer                        | deutsche Politikerin                                                                                    | 63    |       |
| 28. Januar | Hermann Thierfelder                     | deutscher Jurist und Politiker                                                                          | 61    |       |
| 28. Januar | Hermann Wlach                           | österreichischer Schauspieler                                                                           | 77    |       |
| 28. Januar | Hippolyte Worms                         | französischer Bankier                                                                                   | 72    |       |
| 29. Januar | Luigi Cimara                            | italienischer Schauspieler                                                                              | 70    |       |
| 29. Januar | Fritz Kreisler                          | Wiener Violinist und Komponist                                                                          | 86    |       |
| 29. Januar | Philipp Meyer                           | deutscher Politiker (CSU), MdB                                                                          | 65    |       |
| 29. Januar | Reg Noble                               | kanadischer Eishockeyspieler                                                                            | 66    |       |
| 30. Januar | William R. Coyle                        | US-amerikanischer Politiker                                                                             | 83    |       |
| 30. Januar | Alda Lara                               | angolanische Dichterin                                                                                  | 31    |       |
| 30. Januar | Wolfgang Mottl                          | Landwirt und Güterdirektor                                                                              | 67    |       |
| 30. Januar | Louis Raymond                           | südafrikanischer Tennisspieler                                                                          | 66    |       |
| 30. Januar | Theodor Spieß                           | deutscher Offizier, zuletzt Generalleutnant im Zweiten Weltkrieg                                        | 71    |       |
| 31. Januar | Vlasta Burian                           | tschechischer Schauspieler, Komiker und Fußballspieler                                                  | 70    |       |
| 31. Januar | Dannie N. Heineman                      | US-amerikanisch-belgischer Elektroingenieur                                                             | 89    |       |
| 31. Januar | Noel Purcell                            | irischer Wasserball- und Rugbyspieler                                                                   | 62    |       |
| 31. Januar | Hans Richter                            | deutscher Journalist und Politiker (NSDAP), MdR, MdL                                                    | 57    |       |
| 31. Januar | Hermann Rothert                         | deutscher Verwaltungsjurist und Landeshistoriker in Westfalen                                           | 86    |       |
| Januar     | Ludwig Beck                             | deutscher Bühnenschauspieler und Regisseur, Drehbuchautor und Darsteller beim Stummfilm                 | 74    |       |
| Januar     | Else Herzberger                         | deutsche Unternehmerin                                                                                  | 84    |       |

## Februar
| Tag         | Name                             | Beruf, bekannt als                                                                                              | Alter | Beleg |
| ----------- | -------------------------------- | --- | ----- | ----- |
| 1. Februar  | Thomas Westropp Bennett          | irischer Politiker                                                                                              | 95    |       |
| 1. Februar  | Miroslav Cikán                   | tschechischer Filmregisseur                                                                                     | 65    |       |
| 1. Februar  | Elise Cowen                      | US-amerikanische Dichterin der Beat Generation                                                                  |       |       |
| 1. Februar  | Eugen Kalkschmidt                | deutscher Schriftsteller, Redakteur, Kunsthistoriker und Schauspieler                                           | 87    |       |
| 1. Februar  | Willi Köhn                       | deutscher Generalkonsul und SS-Führer                                                                           | 61    |       |
| 1. Februar  | Theodor Alexander Nühsmann       | deutscher HNO-Arzt und Hochschullehrer                                                                          | 76    |       |
| 1. Februar  | Wilhelm Ohnesorge                | deutscher Politiker; Postminister (1937–1945)                                                                   | 89    |       |
| 1. Februar  | Albert Malte Wagner              | britischer Germanist und Literaturhistoriker deutsch-jüdischer Herkunft                                         | 75    |       |
| 1. Februar  | Carey Wilson                     | US-amerikanischer Drehbuchautor und Filmproduzent                                                               | 72    |       |
| 2. Februar  | Karl Abicht                      | deutscher Architekt, Verwaltungsbeamter, Landrat und Abgeordneter                                               | 85    |       |
| 2. Februar  | Mihály Dömötör                   | ungarischer Rechtsanwalt und Politiker                                                                          | 86    |       |
| 2. Februar  | Rudolf Egger-Büssing             | österreichischer Unternehmer                                                                                    | 68    |       |
| 2. Februar  | Gottfried von Freiberg           | österreichischer Hornist                                                                                        | 53    |       |
| 2. Februar  | Wilhelm Morocutti                | österreichischer Fußballspieler                                                                                 | 61    |       |
| 2. Februar  | Richard Placht                   | österreichischer Bildhauer und Medailleur                                                                       | 82    |       |
| 2. Februar  | Max Simoneit                     | deutscher Militärpsychologe und Offizier                                                                        | 65    |       |
| 2. Februar  | Alfred Storch                    | deutscher Psychiater                                                                                            | 73    |       |
| 3. Februar  | Werner Bock                      | deutscher Lyriker, Erzähler und Literaturhistoriker                                                             | 68    |       |
| 3. Februar  | Constanze Schwedeler             | deutsche Malerin, Grafikerin                                                                                    | 85    |       |
| 3. Februar  | Jeff Smith                       | US-amerikanischer Boxer                                                                                         | 70    |       |
| 04. Februar | Arthur Austin                    | US-amerikanischer Wasserballspieler                                                                             | 59    |       |
| 4. Februar  | William Darling                  | britischer Politiker                                                                                            |       |       |
| 4. Februar  | Daniel Halévy                    | französischer Essayist und Historiker                                                                           | 89    |       |
| 4. Februar  | Josef Rainer                     | österreichischer Politiker (fraktionslos), Landtagsabgeordneter, Mitglied des Bundesrates                       | 80    |       |
| 5. Februar  | Leon Björker                     | schwedischer Opernsänger (Bass)                                                                                 | 61    |       |
| 5. Februar  | Pol Bouin                        | französischer Mediziner                                                                                         | 91    |       |
| 5. Februar  | Gaetano Cicognani                | italienischer Kardinal, apostolischer Nuntius und Pro-Präfekt der apostolischen Signatur                        | 80    |       |
| 5. Februar  | Jacques Ibert                    | französischer Komponist                                                                                         | 71    |       |
| 5. Februar  | Emil Jauch                       | Schweizer Architekt                                                                                             | 50    |       |
| 5. Februar  | Rudolf Jonas                     | österreichischer Arzt, Bergsteiger, Autor                                                                       | 52    |       |
| 5. Februar  | Günter Liebig                    | deutscher Politiker, MdV                                                                                        | 40    |       |
| 5. Februar  | Doug Watkins                     | US-amerikanischer Jazzbassist                                                                                   | 27    |       |
| 5. Februar  | Heinz Winkel                     | deutscher Orchesterleiter des Musikkorps der Schutzpolizei Berlin und Obermusikmeister                          | 47    |       |
| 6. Februar  | Roy Atwell                       | US-amerikanischer Schauspieler                                                                                  | 83    |       |
| 6. Februar  | Edmund Bergler                   | österreichisch-US-amerikanischer Psychoanalytiker                                                               | 62    |       |
| 6. Februar  | Maria Fischer                    | österreichische Seidenwinderin und trotzkistische Widerstandskämpferin gegen den Austrofaschismus und Nation... | 64    |       |
| 6. Februar  | Teodósio Clemente de Gouveia     | portugiesischer Geistlicher, Erzbischof von Maputo und Kardinal                                                 | 72    |       |
| 6. Februar  | Heinrich Heiser                  | deutscher Wasserbauingenieur                                                                                    | 78    |       |
| 6. Februar  | Les Hite                         | US-amerikanischer Bigband-Leiter                                                                                | 58    |       |
| 6. Februar  | Richard Manderbach               | deutscher Politiker (NSDAP), MdR, MdL und SA-Brigadeführer                                                      | 72    |       |
| 6. Februar  | Candido Portinari                | brasilianischer Maler                                                                                           | 58    |       |
| 6. Februar  | Thomas Clifton Webb              | neuseeländischer Politiker                                                                                      | 72    |       |
| 7. Februar  | Gustav Otto Kerl                 | deutscher Geodät und Professor der TH Hannover                                                                  | 79    |       |
| 7. Februar  | Hans Joachim Leidel              | deutscher Arzt und Schriftsteller                                                                               | 46    |       |
| 7. Februar  | Clara Nordström                  | deutsche Schriftstellerin schwedischer Herkunft                                                                 | 76    |       |
| 7. Februar  | Metoděj Prajka                   | tschechischer Komponist                                                                                         | 63    |       |
| 7. Februar  | Herbert Stoll                    | erzgebirgischer Mundartdichter                                                                                  | 56    |       |
| 8. Februar  | Karl Ehrlich                     | österreichischer Filmproduzent                                                                                  | 65    |       |
| 8. Februar  | August Lämmle                    | schwäbischer Mundartdichter                                                                                     | 85    |       |
| 8. Februar  | Franz Olshausen                  | deutscher Diplomat                                                                                              | 89    |       |
| 9. Februar  | Valdus Lund                      | schwedischer Fußballspieler                                                                                     | 66    |       |
| 9. Februar  | Daniel R. McGehee                | US-amerikanischer Politiker                                                                                     | 78    |       |
| 9. Februar  | Hans Steinegger                  | österreichischer Politiker, Abgeordneter zum Nationalrat                                                        | 76    |       |
| 9. Februar  | Konrad Verne                     | deutscher Politiker (NSDAP), MdL                                                                                | 62    |       |
| 9. Februar  | Harriet Ware                     | US-amerikanische Pianistin und Komponistin                                                                      | 84    |       |
| 10. Februar | Nicolaus Bachmann                | deutscher Maler und Bildhauer                                                                                   | 96    |       |
| 10. Februar | Norman Birkett, 1. Baron Birkett | britischer Jurist, Politiker, Mitglied des House of Commons                                                     | 78    |       |
| 10. Februar | Władysław Broniewski             | polnischer Dichter                                                                                              | 64    |       |
| 10. Februar | Herbert Engelsing                | deutscher Jurist und Filmproduzent                                                                              | 57    |       |
| 10. Februar | Peeter Kurvits                   | estnischer Bankexperte                                                                                          | 70    |       |
| 10. Februar | Erwin Lang                       | österreichischer Maler                                                                                          | 75    |       |
| 10. Februar | John J. Mescall                  | US-amerikanischer Kameramann                                                                                    | 63    |       |
| 10. Februar | Paul Poty                        | französischer Arzt und Ornithologe                                                                              | 72    |       |
| 10. Februar | Siegfried Ruhl                   | deutscher Politiker, MdL                                                                                        | 91    |       |
| 10. Februar | Henriette Schrott-Pelzel         | österreichische Schriftstellerin                                                                                | 84    |       |
| 10. Februar | Kurt Singer                      | deutscher Philosoph und Wirtschaftswissenschaftler                                                              | 75    |       |
| 10. Februar | Eduard von Steiger               | Schweizer Politiker (BGB)                                                                                       | 80    |       |
| 10. Februar | Max Švabinský                    | tschechischer Maler und Grafiker                                                                                | 88    |       |
| 11. Februar | Evelyn Brooke                    | neuseeländische, im Ersten Weltkrieg in der Neuseeländischen Armee arbeitende Kranken- und Oberschwester        | 82    |       |
| 11. Februar | Hagop Kevorkian                  | türkisch-armenischer Kunstsammler und -mäzen                                                                    |       |       |
| 11. Februar | Oldřich Menhart                  | tschechischer Buch- und Schriftgestalter                                                                        | 64    |       |
| 11. Februar | Leo Parker                       | US-amerikanischer Jazzsaxophonist                                                                               | 36    |       |
| 11. Februar | Samuel Pickles                   | britischer Chemiker                                                                                             | 83    |       |
| 11. Februar | Indalecio Prieto                 | spanischer Politiker                                                                                            | 78    |       |
| 12. Februar | Emil Abegg                       | Schweizer Indologe                                                                                              | 77    |       |
| 12. Februar | Zenobio Lorenzo Guilland         | argentinischer Geistlicher                                                                                      | 71    |       |
| 12. Februar | Joseph Pérès                     | französischer Mathematiker                                                                                      | 71    |       |
| 12. Februar | Anton Vilsmeier                  | deutscher Chemiker                                                                                              | 67    |       |
| 13. Februar | Hugh Dalton                      | britischer Politiker, Mitglied des House of Commons                                                             | 74    |       |
| 13. Februar | Emil Döllken                     | deutscher Politiker                                                                                             | 58    |       |
| 13. Februar | Karl Jonas                       | deutscher Chemiker und Hochschullehrer für Cellulosechemie                                                      | 75    |       |
| 13. Februar | Karl Llewellyn                   | US-amerikanischer Jurist                                                                                        | 68    |       |
| 13. Februar | Francesc Pujols                  | katalanischer Schriftsteller und Philosoph                                                                      | 79    |       |
| 13. Februar | Paul Samel                       | deutscher Geodät                                                                                                | 84    |       |
| 14. Februar | Ludwig Friedrich Barthel         | deutscher Erzähler und Essayist                                                                                 | 63    |       |
| 14. Februar | Engelbert Dick                   | deutscher Politiker, MdL                                                                                        | 54    |       |
| 14. Februar | Herman G. Kump                   | US-amerikanischer Politiker                                                                                     | 84    |       |
| 15. Februar | Amy Elizabeth Adams              | US-amerikanische Zoologin                                                                                       | 69    |       |
| 15. Februar | Florian Denk                     | österreichischer Landwirt und Politiker (ÖVP), Landtagsabgeordneter                                             | 77    |       |
| 15. Februar | Josiah McCracken                 | US-amerikanischer Leichtathlet                                                                                  | 87    |       |
| 15. Februar | Menen Asfaw                      | äthiopische Kaiserin                                                                                            | 72    |       |
| 15. Februar | Aloysius Muench                  | deutschstämmiger US-amerikanischer Kurienkardinal und erster Nuntius in der Bundesrepublik Deutschland          | 72    |       |
| 15. Februar | Karl Plöchl                      | österreichischer Politiker (Landbund), Landtagsabgeordneter im Burgenland                                       | 77    |       |
| 15. Februar | Emil Preiss                      | deutscher Turner                                                                                                |       |       |
| 15. Februar | Hermann Paul Reichardt           | deutscher Kommunalpolitiker                                                                                     | 76    |       |
| 15. Februar | Carl Seelig                      | Schweizer Schriftsteller und Mäzen                                                                              | 67    |       |
| 16. Februar | Ernest Brown                     | britischer Politiker, Unterhausabgeordneter                                                                     | 80    |       |
| 16. Februar | Frank Prewett                    | kanadisch-britischer Autor                                                                                      | 68    |       |
| 16. Februar | Josef Rupp                       | österreichischer Landwirt und Politiker (CS, ÖVP), Abgeordneter zum Nationalrat, Mitglied des Bundesrates       | 66    |       |
| 17. Februar | Philippe Cattiau                 | französischer Fechter                                                                                           | 69    |       |
| 17. Februar | Peter Mieden                     | deutscher Landwirt, Landwirtschaftsfunktionär und Politiker (Zentrum, CDU) in Rheinland-Pfalz                   | 79    |       |
| 17. Februar | Arne Oldberg                     | US-amerikanischer Komponist                                                                                     | 87    |       |
| 17. Februar | Albino Pitscheider               | österreichisch-italienischer Bildhauer (Südtirol)                                                               | 84    |       |
| 17. Februar | Bruno Walter                     | deutsch-österreichisch-US-amerikanischer Dirigent, Pianist und Komponist                                        | 85    |       |
| 18. Februar | Carl Bieri                       | Schweizer Maler und Grafiker                                                                                    | 67    |       |
| 18. Februar | Erik Granfelt                    | schwedischer Turner, Tauzieher und Fußballspieler                                                               | 78    |       |
| 18. Februar | Jakob Wilhelm Hauer              | deutscher Religionswissenschaftler                                                                              | 80    |       |
| 18. Februar | Max Köcke-Wichmann               | deutscher Kunstmaler und Lithograph                                                                             | 72    |       |
| 18. Februar | Adolf Ludwig                     | deutscher Gewerkschafter und Politiker (USPD, SPD), MdL, MdB                                                    | 69    |       |
| 18. Februar | Friedrich Ernst Peters           | deutscher Schriftsteller                                                                                        | 71    |       |
| 19. Februar | Émile Armand                     | Journalist, Schriftsteller und Anarchist                                                                        | 89    |       |
| 19. Februar | Hermann Bahlburg                 | evangelischer Missionar der Hermannsburger Mission                                                              | 69    |       |
| 19. Februar | Werner Bula                      | Schweizer Techniker, Schriftsteller und Bühnenautor in Mundart                                                  | 69    |       |
| 19. Februar | Hélène Campinchi                 | französische Juristin und Widerstandskämpferin                                                                  | 63    |       |
| 19. Februar | Hans von Cnobloch                | österreichischer Diplomat und Botschafter                                                                       | 90    |       |
| 19. Februar | Roger Cuzol                      | französischer Hindernisläufer                                                                                   | 45    |       |
| 19. Februar | Édouard Dethier                  | belgisch-US-amerikanischer Geiger und Musikpädagoge                                                             | 76    |       |
| 19. Februar | Gino Giacomini                   | san-marinesischer Politiker, Außenminister                                                                      | 83    |       |
| 19. Februar | Sophus Hansen                    | dänischer Fußballspieler und -schiedsrichter                                                                    | 72    |       |
| 19. Februar | Wilhelm Hüsgen                   | deutscher Bildhauer                                                                                             | 84    |       |
| 19. Februar | Günther von Manteuffel           | deutscher Offizier                                                                                              | 70    |       |
| 19. Februar | William David O’Brien            | US-amerikanischer Geistlicher, Weihbischof in Chicago                                                           | 83    |       |
| 19. Februar | George N. Papanicolaou           | griechisch-US-amerikanischer Arzt und Pathologe                                                                 | 78    |       |
| 19. Februar | Richard Scheid                   | deutscher Autor, Gewerkschafter, Politiker der USPD                                                             | 82    |       |
| 19. Februar | Dorit Schmiel                    | deutsches Todesopfer der Berliner Mauer                                                                         | 20    |       |
| 20. Februar | Otto Auerswald                   | Chefinspekteur der Transportpolizei und Generalmajor der Volkspolizei in der DDR                                | 61    |       |
| 20. Februar | Anton Endrös                     | deutscher Arzt, Mitglied des NS-Ärztebundes, Gaukommissar                                                       | 61    |       |
| 20. Februar | Joseph N. Ermolieff              | russischer Filmproduzent                                                                                        | 72    |       |
| 20. Februar | Halliwell Hobbes                 | britischer Charakterdarsteller                                                                                  | 84    |       |
| 20. Februar | Folke Johnson                    | schwedischer Segler                                                                                             | 74    |       |
| 20. Februar | Otto Keunecke                    | deutscher Landwirt und Politiker (DDP), MdL                                                                     | 79    |       |
| 20. Februar | Karl Litke                       | deutscher Politiker (SPD, SED), MdR, MdV und Gewerkschafter                                                     | 68    |       |
| 20. Februar | Ludwig Marxer                    | liechtensteinischer Rechtsanwalt und Politiker                                                                  | 64    |       |
| 21. Februar | Manuel Díaz Ramírez              | mexikanischer Politiker und Historiker                                                                          | 73    |       |
| 21. Februar | Julio Rey Pastor                 | spanischer Mathematiker und Mathematikhistoriker                                                                | 73    |       |
| 22. Februar | Siegfried Ascher                 | deutscher und israelischer Architekt und Philatelist                                                            | 84    |       |
| 22. Februar | Theodor Ellwein                  | deutscher evangelischer Theologe, Religionslehrer und Hochschullehrer                                           | 64    |       |
| 22. Februar | Laure Albin Guillot              | französische Fotografin                                                                                         | 83    |       |
| 22. Februar | Edelweiss Rodriguez              | italienischer Boxer                                                                                             | 50    |       |
| 22. Februar | Boris Lwowitsch Wannikow         | russischer Ingenieur und Politiker                                                                              | 64    |       |
| 23. Februar | Wilhelm Deisen                   | deutscher kommunistischer Politiker, MdBB                                                                       | 74    |       |
| 23. Februar | Willy Hornschuch                 | deutscher Unternehmer                                                                                           | 72    |       |
| 23. Februar | Anton Wallroth                   | deutscher Politiker (Deutschnationale Volkspartei), Landrat des Kreises Flensburg-Land und Regierungspräside... | 86    |       |
| 24. Februar | Hu Shi                           | chinesischer Gelehrter                                                                                          | 70    |       |
| 24. Februar | Irving Ives                      | US-amerikanischer Politiker                                                                                     | 66    |       |
| 24. Februar | Enrique Maciel                   | argentinischer Tangogitarrist, Pianist, Bandleader und Komponist                                                | 64    |       |
| 24. Februar | Franz Monse                      | Großdechant der Grafschaft Glatz und Generalvikar des Erzbistums Prag in Preußen                                | 79    |       |
| 24. Februar | Lew Alexandrowitsch Schwarz      | sowjetischer Komponist                                                                                          | 63    |       |
| 25. Februar | Heinrich Höcker                  | deutscher Politiker, MdL, MdB                                                                                   | 75    |       |
| 25. Februar | Wilhelm Peßler                   | deutscher Volkskundler und Kulturhistoriker                                                                     | 81    |       |
| 25. Februar | Gustav Simon                     | deutscher Verwaltungsjurist, Landrat in Ostpreußen                                                              | 84    |       |
| 26. Februar | Giovanni Bonati                  | italienischer Turner                                                                                            | 72    |       |
| 26. Februar | Kurt von Burgsdorff              | deutscher Verwaltungsbeamter, Nationalsozialist                                                                 | 75    |       |
| 26. Februar | Georges Chauvel                  | französischer Bildhauer                                                                                         | 75    |       |
| 26. Februar | Carl Ehrenberg                   | deutscher Komponist klassischer Musik                                                                           | 83    |       |
| 26. Februar | Wilhelm Fischer                  | österreichischer Musikwissenschaftler                                                                           | 75    |       |
| 26. Februar | John Ridley Mitchell             | US-amerikanischer Politiker                                                                                     | 84    |       |
| 26. Februar | Hans Stuhlmacher                 | deutscher Pädagoge und Heimatforscher                                                                           | 69    |       |
| 27. Februar | Josef Domitrovitsch              | ungarischer Ordensgeistlicher und römisch-katholischer Bischof in Brasilien                                     | 68    |       |
| 27. Februar | Fritz Frey                       | deutscher Lehrer und Heimatforscher                                                                             | 81    |       |
| 27. Februar | Gastone Gambara                  | italienischer General                                                                                           | 71    |       |
| 27. Februar | Ralph W. Gwinn                   | US-amerikanischer Politiker                                                                                     | 77    |       |
| 27. Februar | Alice La Mazière                 | französische Schriftstellerin und Journalistin                                                                  | 82    |       |
| 27. Februar | Herbert Rosinski                 | deutsch-US-amerikanischer Marinehistoriker                                                                      | 59    |       |
| 28. Februar | Chic Johnson                     | US-amerikanischer Komiker, Schauspieler und Autor                                                               | 70    |       |
| 28. Februar | Rudolf Muchow                    | deutscher Maler und Zeichner des Expressionismus                                                                | 72    |       |
| 28. Februar | Paul Roeder                      | deutscher Komponist und Arrangeur                                                                               | 60    |       |
| Februar     | Erich Federschmidt               | US-amerikanischer Rudersportler                                                                                 | 66    |       |
| Februar     | Agnes Millonig                   | österreichische Lehrerin in Kärnten und Heimatdichterin                                                         | 78    |       |

## März
| Tag      | Name                                | Beruf, bekannt als                                                                                            | Alter | Beleg |
| -------- | ----------------------------------- | --- | ----- | ----- |
| 1. März  | Erich Schilling                     | deutscher Gewerkschaftsfunktionär und Widerstandskämpfer                                                      | 79    |       |
| 2. März  | Charles-Jean de La Vallée Poussin   | belgischer Mathematiker                                                                                       | 95    |       |
| 2. März  | Wall Doxey                          | US-amerikanischer Politiker                                                                                   | 69    |       |
| 2. März  | Frank Horrabin                      | britischer Autor, Cartoonist und Politiker (Labour Party)                                                     | 77    |       |
| 2. März  | Walt Kiesling                       | US-amerikanischer American-Football-Spieler und -Trainer                                                      | 58    |       |
| 2. März  | Karl Kißkalt                        | deutscher Hygieniker und Hochschullehrer                                                                      | 86    |       |
| 2. März  | Alexander Lion                      | deutscher Arzt und Pfadfinder                                                                                 | 91    |       |
| 2. März  | Ernst Schwering                     | deutscher Politiker, MdL, Kölner Oberbürgermeister                                                            | 75    |       |
| 2. März  | Margarete Treuge                    | deutsche Pädagogin und Frauenrechtlerin                                                                       | 85    |       |
| 2. März  | Johannes Vogel                      | deutscher Schriftsteller                                                                                      | 66    |       |
| 3. März  | Pierre Benoit                       | französischer Schriftsteller                                                                                  | 75    |       |
| 3. März  | James Reilly                        | US-amerikanischer Schwimmer                                                                                   | 71    |       |
| 3. März  | Cairine Wilson                      | kanadische Politikerin                                                                                        | 77    |       |
| 3. März  | Georg Zink                          | deutscher Bibliothekar                                                                                        | 82    |       |
| 4. März  | Zdeněk Chalabala                    | tschechischer Dirigent                                                                                        | 62    |       |
| 4. März  | Georg Lingenbrink                   | deutscher Unternehmer                                                                                         | 67    |       |
| 4. März  | Arthur Vogel                        | deutscher Handelsmann und Verleger                                                                            | 93    |       |
| 5. März  | Werner Heinrich von Hacht           | deutscher Makler und Politiker                                                                                | 63    |       |
| 5. März  | Otakar Jeremiáš                     | böhmischer Komponist                                                                                          | 69    |       |
| 5. März  | Libero Liberati                     | italienischer Motorradrennfahrer                                                                              | 35    |       |
| 5. März  | Hans Mötteli                        | Schweizer Ökonom, Professor für Betriebswirtschaftslehre an der Handelshochschule St. Gallen                  | 64    |       |
| 5. März  | Wendelin Überzwerch                 | deutscher Schriftsteller                                                                                      | 68    |       |
| 6. März  | Gilfredo Cattolica                  | italienischer Komponist und Musikpädagoge                                                                     | 79    |       |
| 6. März  | Carl Hinrichs                       | deutscher Archivar und Historiker                                                                             | 61    |       |
| 6. März  | Alfred Kantorowicz                  | deutscher Zahnmediziner                                                                                       | 81    |       |
| 6. März  | René Laforgue                       | französischer Psychiater und Psychoanalytiker                                                                 | 67    |       |
| 6. März  | Bud Taylor                          | US-amerikanischer Boxer                                                                                       | 58    |       |
| 7. März  | Curt Beilschmidt                    | deutscher Komponist                                                                                           | 75    |       |
| 7. März  | Eugène van den Bossche              | belgischer Automobilrennfahrer                                                                                | 69    |       |
| 7. März  | Jimmy Joy                           | US-amerikanischer Jazz-Saxophonist und Bigband-Leader                                                         | 59    |       |
| 7. März  | Eduard Rüchardt                     | deutscher Physiker                                                                                            | 73    |       |
| 7. März  | Robert Schormann                    | deutscher Politiker (NSDAP), MdHB, MdR und SA-Führer                                                          | 55    |       |
| 8. März  | Jean Devanny                        | neuseeländisch-australische Kommunistin und Autorin von Romanen und Sachbücher                                | 68    |       |
| 8. März  | Hans-Gustav Felber                  | deutscher Offizier und General der Infanterie im Zweiten Weltkrieg                                            | 72    |       |
| 8. März  | Werner Friebe                       | deutscher Offizier, zuletzt Generalmajor im Zweiten Weltkrieg                                                 | 64    |       |
| 8. März  | Fritz Hinterndorfer                 | österreichischer Angestellter und Politiker (CS, ÖVP), Abgeordneter zum Nationalrat, Mitglied des Bundesrates | 63    |       |
| 8. März  | Leonard Irving                      | US-amerikanischer Politiker                                                                                   | 63    |       |
| 8. März  | Forrest Smith                       | US-amerikanischer Politiker                                                                                   | 76    |       |
| 8. März  | Alfred Sturm                        | deutscher Generalleutnant der Luftwaffe im Zweiten Weltkrieg                                                  | 73    |       |
| 8. März  | Yamaoka Magokichi                   | japanischer Unternehmer                                                                                       | 73    |       |
| 9. März  | Mario Balleri                       | italienischer Ruderer                                                                                         | 59    |       |
| 9. März  | Ferdinand Bund                      | deutscher Politiker, MdL                                                                                      | 71    |       |
| 9. März  | Robert Debes                        | deutsch-schweizerischer Ökonom und Professor für Betriebswirtschaftslehre                                     | 83    |       |
| 9. März  | Paul Hoffmann                       | Physiologe | 77    |       |
| 9. März  | Georges Le Beau                     | französischer Verwaltungsbeamter                                                                              | 82    |       |
| 9. März  | Zdeněk Nejedlý                      | tschechischer Historiker, Literaturkritiker und Musikwissenschaftler                                          | 84    |       |
| 9. März  | Emma Sulzer-Forrer                  | Schweizer Bildhauerin                                                                                         | 79    |       |
| 9. März  | Pietro Toesca                       | italienischer Kunsthistoriker                                                                                 | 84    |       |
| 10. März | Karl Blaho                          | österreichischer Boxer                                                                                        | 51    |       |
| 10. März | Christopher Maude Chavasse          | britischer Sportler und anglikanischer Bischof                                                                | 77    |       |
| 10. März | Joseph Kaspar Correggio             | deutscher Maler und Illustrator                                                                               | 91    |       |
| 10. März | Eugen Dido Kvaternik                | kroatischer Ustascha-Funktionär und Kriegsverbrecher                                                          | 51    |       |
| 10. März | Juan March                          | spanischer Unternehmer und Bankier                                                                            | 81    |       |
| 10. März | Zenzl Mühsam                        | Frau des Dichters Erich Mühsam                                                                                | 77    |       |
| 10. März | William Wauer                       | deutscher Bildhauer und Filmregisseur                                                                         | 95    |       |
| 11. März | Jakob Ahrer                         | österreichischer Politiker                                                                                    | 73    |       |
| 11. März | Margita Alfvén                      | schwedische Schauspielerin                                                                                    | 56    |       |
| 11. März | Karl Butzengeiger                   | deutscher Bankmanager                                                                                         | 79    |       |
| 11. März | Wjatscheslaw Wassiljewitsch Ragosin | sowjetischer Schachmeister                                                                                    | 53    |       |
| 11. März | Helmut Spieß                        | deutscher Filmregisseur und Dramaturg                                                                         | 60    |       |
| 11. März | Will Vesper                         | deutscher Schriftsteller und Literaturkritiker                                                                | 79    |       |
| 12. März | Frank London Brown                  | US-amerikanischer Schriftsteller                                                                              | 34    |       |
| 12. März | Richard Leinert                     | deutscher Politiker, MdL                                                                                      | 58    |       |
| 12. März | John McCuish                        | US-amerikanischer Politiker                                                                                   | 55    |       |
| 12. März | Hans Müller                         | deutscher Politiker (SPD, SDA), MdV                                                                           | 55    |       |
| 12. März | Paul Wilhelmi                       | deutscher Politiker, MdL                                                                                      | 82    |       |
| 13. März | Heinz Appel                         | deutscher Lebensmittelfabrikant, Erfinder des Wortes „Feinkost“ und Heimatfreund                              | 78    |       |
| 13. März | Karl Blessinger                     | deutscher Dirigent, Komponist, Musikwissenschaftler                                                           | 73    |       |
| 13. März | Tom Held                            | österreichisch-US-amerikanischer Filmeditor                                                                   | 72    |       |
| 13. März | Franz Kaiser                        | deutscher Astronom                                                                                            | 70    |       |
| 13. März | Friedrich Moltenbrey                | deutscher Politiker, MdL                                                                                      | 62    |       |
| 14. März | Karel Bejbl                         | tschechischer Fußballspieler und -trainer                                                                     | 56    |       |
| 14. März | Jorge González von Marées           | chilenischer Politiker                                                                                        | 61    |       |
| 14. März | Ernest Henley                       | britischer Sprinter und Mittelstreckenläufer                                                                  | 72    |       |
| 14. März | Abol-Ghasem Kaschani                | iranischer Geistlicher und Politiker                                                                          |       |       |
| 14. März | Erich Spengler                      | österreichischer Geologe                                                                                      | 75    |       |
| 15. März | Arthur Holly Compton                | US-amerikanischer Physiker und Nobelpreisträger 1927                                                          | 69    |       |
| 15. März | Mouloud Feraoun                     | algerischer Schriftsteller                                                                                    | 49    |       |
| 15. März | Franz Weselik                       | österreichischer Fußballspieler                                                                               | 58    |       |
| 16. März | Stefan Jäger                        | rumänischer Maler des donauschwäbischen Lebens                                                                | 84    |       |
| 16. März | Aatos Jaskari                       | finnischer Ringer                                                                                             | 57    |       |
| 16. März | Fred Pentland                       | englischer Fußballspieler und -trainer                                                                        | 78    |       |
| 17. März | Wilhelm Blaschke                    | österreichischer Mathematiker und Autor                                                                       | 76    |       |
| 17. März | Frank Orth                          | US-amerikanischer Schauspieler                                                                                | 82    |       |
| 17. März | Sergei Troizki                      | sowjetischer Theater- und Filmschauspieler und Theaterregisseur Biografie Sergei Trotzkis                     | 62    |       |
| 18. März | Max Drexl                           | deutscher Rechtsanwalt und Kommunalpolitiker (CSU)                                                            | 74    |       |
| 18. März | Johannes Guter                      | deutschbaltischer Schauspieler, Filmregisseur und Drehbuchautor                                               | 79    |       |
| 18. März | Cornelia Ellis Hildebrandt          | US-amerikanische Malerin                                                                                      | 85    |       |
| 18. März | Julius Kapp                         | deutscher Dramaturg und Autor                                                                                 | 78    |       |
| 18. März | Hossein Kazemzadeh                  | iranischer Wissenschaftler, Publizist und Mystiker                                                            | 78    |       |
| 18. März | Carl Ferdinand Semper               | deutscher Ministerialbeamter in der Finanzverwaltung                                                          | 91    |       |
| 18. März | Anneliese Umlauf-Lamatsch           | österreichische Schriftstellerin                                                                              | 67    |       |
| 18. März | George Sylvester Viereck            | deutsch-US-amerikanischer Dichter, Schriftsteller und Publizist                                               | 77    |       |
| 18. März | Alfons Maria Zimmermann             | deutscher Benediktiner und katholischer Theologe                                                              | 70    |       |
| 19. März | Raoul Alster                        | deutschsprachiger Schauspieler und Regisseur                                                                  | 62    |       |
| 19. März | Percy Eckstein                      | österreichischer Schriftsteller, Journalist und Übersetzer                                                    | 63    |       |
| 19. März | Fritz Grub                          | deutscher Bäckermeister und Politiker                                                                         | 78    |       |
| 19. März | Wilhelm Kraft                       | deutscher Politiker, MdL                                                                                      | 69    |       |
| 19. März | Wassili Iossifowitsch Stalin        | sowjetischer General und Sohn Josef Stalins                                                                   | 40    |       |
| 20. März | Armando Annuale                     | italienischer Schauspieler                                                                                    | 77    |       |
| 20. März | Andrew Ellicott Douglass            | US-amerikanischer Astronom                                                                                    | 94    |       |
| 20. März | Karl Alfred von Gemmingen           | königlich-württembergischer Kammerherr und geheimer Legationsrat                                              | 85    |       |
| 20. März | Hüsrev Gerede                       | türkischer Militär, Politiker und Botschafter                                                                 | 77    |       |
| 20. März | Peter Grebe                         | deutscher katholischer Priester und NS-Justizopfer                                                            | 65    |       |
| 20. März | Charles Wright Mills                | US-amerikanischer Soziologe                                                                                   | 45    |       |
| 20. März | Michael Schröder                    | deutscher Gewerkschafter und Politiker (SPD, SED), MdL, MdV                                                   | 68    |       |
| 21. März | Harold Bengen                       | deutscher Maler                                                                                               | 83    |       |
| 21. März | Ādolfs Bļodnieks                    | lettischer Politiker und Ministerpräsident (1933–1934), Mitglied der Saeima                                   | 72    |       |
| 21. März | Peter Harry Fuld                    | deutscher Mäzen                                                                                               | 41    |       |
| 21. März | Paul Losse                          | deutscher Konzertsänger und Musikpädagoge                                                                     | 71    |       |
| 21. März | Wilhelm Sauer                       | deutscher Rechtswissenschaftler und Kriminologe                                                               | 82    |       |
| 21. März | Jan Szeruda                         | polnischer lutherischer Theologe                                                                              | 72    |       |
| 21. März | Fritz Wagner                        | deutscher Parteifunktionär und Landrat (SPD/SED)                                                              | 67    |       |
| 22. März | Fidel Dávila Arrondo                | spanischer Offizier                                                                                           | 83    |       |
| 22. März | Käthe Gaebel                        | deutsche Frauenrechtlerin, Nationalökonomin, Berufsberaterin und Erforscherin der Heimarbeit                  | 82    |       |
| 22. März | Katharina von Kardorff-Oheimb       | deutsche Politikerin, MdR                                                                                     | 83    |       |
| 22. März | Hans Leistikow                      | deutscher Grafiker                                                                                            | 69    |       |
| 22. März | Otto Schöne                         | deutscher Maschinenbauingenieur und Hochschullehrer                                                           | 73    |       |
| 22. März | Magda Schroedter                    | deutsche Politikerin (SPD, LDP, FDP), MdA                                                                     | 73    |       |
| 23. März | Josef Bauchinger                    | österreichischer Bauer und Politiker, Landtagsabgeordneter                                                    | 82    |       |
| 23. März | Eugenio Canfari                     | italienischer Fußballfunktionär und Unternehmer                                                               | 83    |       |
| 23. März | Gottfried Fankhauser                | Sonntagsschulpädagoge, Schriftsteller und Präsident der Evangelischen Gesellschaft                            | 91    |       |
| 23. März | Kurt Schatter                       | deutscher Pädagoge (SPD, LDPD), MdV und VVN-Aktivist                                                          | 80    |       |
| 24. März | Jean Goldkette                      | US-amerikanischer Jazz-Pianist und Bandleader                                                                 | 63    |       |
| 24. März | Karl Lamp                           | österreichischer Staatsrechtler                                                                               | 96    |       |
| 24. März | Jaan Lintrop                        | estnischer Schriftsteller und Journalist                                                                      | 76    |       |
| 24. März | Edmund Mezger                       | Strafrechtler und Kriminologe                                                                                 | 78    |       |
| 24. März | Auguste Piccard                     | Schweizer Wissenschaftler, Physiker und Erfinder                                                              | 78    |       |
| 24. März | Anton Richter                       | deutscher Maler                                                                                               | 61    |       |
| 24. März | Frederic Milton Thrasher            | US-amerikanischer Soziologe und Kriminologe                                                                   | 72    |       |
| 24. März | Christian Weißbach                  | deutscher Ingenieur, MdV                                                                                      | 55    |       |
| 24. März | Joop Carp                           | niederländischer Segler                                                                                       | 65    |       |
| 25. März | Antonín Novotný                     | tschechoslowakischer Wasserballspieler, -trainer und -funktionär                                              | 61    |       |
| 25. März | Homer Smith                         | US-amerikanischer Physiologe                                                                                  | 67    |       |
| 25. März | Rudolf Thienhaus                    | deutscher Maler und Lithograf                                                                                 | 88    |       |
| 26. März | Cyrillus Kreek                      | estnischer Komponist                                                                                          | 72    |       |
| 26. März | Alfred Lörcher                      | deutscher Bildhauer                                                                                           | 86    |       |
| 26. März | Murō Saisei                         | japanischer Schriftsteller                                                                                    | 72    |       |
| 26. März | Johann von Ravenstein               | deutscher Generalleutnant im Zweiten Weltkrieg                                                                | 73    |       |
| 26. März | Augusta Savage                      | US-amerikanische Bildhauerin und Kämpferin gegen Rassismus                                                    | 70    |       |
| 27. März | James Basevi                        | US-amerikanischer Szenenbildner und Filmtechniker                                                             | 71    |       |
| 27. März | Jack Britton                        | US-amerikanischer Boxer                                                                                       | 76    |       |
| 27. März | Josef Brüch                         | österreichischer Romanist                                                                                     | 75    |       |
| 27. März | Franco Coop                         | italienischer Schauspieler                                                                                    | 70    |       |
| 27. März | Joachim-Friedrich Huth              | deutscher Offizier und Generalleutnant der Bundeswehr                                                         | 65    |       |
| 27. März | Heinz Jercha                        | deutsches Todesopfer der Berliner Mauer                                                                       | 27    |       |
| 27. März | Bernhard de Rudder                  | deutscher Pädiater und Hochschullehrer                                                                        | 67    |       |
| 27. März | Karl Wendling                       | deutscher Violinist und Hochschullehrer                                                                       | 86    |       |
| 28. März | John W. Murphy                      | US-amerikanischer Jurist und Politiker                                                                        | 59    |       |
| 28. März | Walter Schachinger                  | deutscher Maler                                                                                               | 79    |       |
| 28. März | Hugo Wast                           | argentinischer Schriftsteller und Politiker                                                                   | 78    |       |
| 28. März | David Wijnveldt                     | niederländischer Fußballspieler                                                                               | 70    |       |
| 29. März | Andreas Bigelmair                   | deutscher katholischer Theologe                                                                               | 88    |       |
| 29. März | Emmett Miller                       | US-amerikanischer Sänger und Entertainer                                                                      | 62    |       |
| 29. März | Walter Wild                         | Schweizer Akkordeon-Virtuose, Komponist und Musik-Verleger                                                    | 53    |       |
| 29. März | Albert Wingert                      | luxemburgischer Lehrer, Politiker und Widerständler gegen den Nationalsozialismus                             | 64    |       |
| 30. März | Peter Danckwortt                    | deutscher Apotheker, Chemiker und Hochschullehrer                                                             | 85    |       |
| 30. März | Franz Ottmann                       | österreichischer Kunsthistoriker                                                                              | 87    |       |
| 30. März | Emil Pohle                          | deutscher Architekt                                                                                           | 76    |       |
| 30. März | Emil Puhl                           | deutscher Bankier und Vizepräsident der Deutschen Reichsbank                                                  | 72    |       |
| 30. März | Jack Purvis                         | US-amerikanischer Jazzmusiker                                                                                 | 55    |       |
| 30. März | Emanuel Rosenberg                   | österreichischer Elektroingenieur und Erfinder                                                                | 89    |       |
| 31. März | Hermann Bollnow                     | deutscher Historiker                                                                                          | 55    |       |
| 31. März | Felix A. Voigt                      | deutscher Gymnasiallehrer, Gerhart Hauptmann-Forscher                                                         | 69    |       |
| März     | Rafaello Busoni                     | deutscher Maler, Zeichner, Grafiker und Autor                                                                 | 62    |       |
| März     | Erich Klotz                         | deutscher Jurist und Bürgermeister                                                                            | 54    |       |